# CBK 26–30
Die normalspurigen Tenderlokomotiven CBK 26–30 waren Dampflokomotiven für den gemischten schweren Betrieb. Die fünf Exemplare wurden von der Aktiengesellschaft für Lokomotivbau Hohenzollern als Hohenzollern Typ Sieg zwischen 1906 und 1913 für die AG der Cöln-Bonner Kreisbahnen (CBK) gebaut. Sie waren bis zum Ende der 1950er Jahre im Einsatz und wurden anschließend alle verschrottet.

## Geschichte
Für den normalspurigen Betrieb hatte die AG der Cöln-Bonner Kreisbahnen anfangs Lokomotiven der Reihen T 3, Hohenzollern Typ Crefeld und Henschel Typ Bismarck eingesetzt. Durch die stetig steigenden Verkehrsaufgaben kamen dieses bald leistungsmäßig an ihre Grenzen, sodass 1906 bei Hohenzollern eine eigens für das CBK-Netz konstruierte Lokomotive bestellt wurde. Im gleichen Jahr wurde die erste Maschine mit der Fabriknummer 1953 ausgeliefert. Bis 1913 wurden vier weitere Lokomotiven der als Typ Sieg bezeichneten Serie ausgeliefert. Um 1918 erhielt die Gesellschaft den Namen Cöln-Bonner Eisenbahnen, was die Umnummerung in CBE 26–30 zur Folge hatte. Erst 1920 wurde die Schreibweise in Köln-Bonner Eisenbahnen geändert, wodurch die Bezeichnung in KBE 26–30 geändert wurde.
Die Lokomotiven waren bis zum Zweiten Weltkrieg im Einsatz, obwohl ab 1918 stärkere Lokomotiven des Hohenzollern Typ Bonn ausgeliefert wurden. Während des Krieges musste die erste ausgelieferte Maschine nach Belgien zum Kriegseinsatz abgegeben werden. Diese wurde in den 1940er Jahren von der Nationale Gesellschaft der Belgischen Eisenbahnen (SNCB) übernommen, der weitere Weg ist nicht bekannt. Die beiden letztgebauten Lokomotiven waren bis 1958 bei den KBE eingesetzt und wurden 1959 verschrottet.
Die Lok mit der Fabriknummer 2485, die als KBE 27 geführt wurde, soll 1953 ausgemustert und 1954 an die Zeche Concordia übergeben worden sein. Eine andere Quelle nennt die Lokomotive wahrscheinlich an die Westfälische Lokomotiv-Fabrik Hattingen Karl Reuschling verkauft.
Die Fabriknummer 2950, als KBE 28 geführt, wird mit der Zeche Concordia in Verbindung gebracht, nach anderer Quelle jedoch als Kriegsverlust geführt.

## Konstruktion
Die Nassdampf-Lokomotiven besaßen einen Blechrahmen. Bei der KBE 26 war ein Teil des Wasservorrats im Rahmentank untergebracht, die KBE 27–30 hatten seitliche Tanks. Der Kohlenkasten lag hinter dem Führerhaus.
Der Kessel hatte ein hochliegendes Blasrohr, der Rost war gerade und planar. Zur Kesselspeisung dienten zwei Injektoren mit einer Leistung von 125 l. Die Dampfmaschine wurde mit Flachschiebern gesteuert, die schräg in den Zylindern lagen. Sie besaßen
Heusinger-Steuerung, die Treibachse besaß zur besseren Kurvenläufigkeit geschwächte Spurkränze.